# Хроно Кристин Армстронг
Хроно Кристин Армстронг (англ. Chrono Kristin Armstrong) — шоссейная однодневная велогонка в виде индивидуального раздельного старта, с 2018 года проводящаяся в американском городе Стар, штат Айдахо. Входит в календарь UCI America Tour под категорией 1.2.

## Призёры
| Год  | Победитель     | Второй           | Третий         |         |
| ---- | -------------- | ---------------- | -------------- | ------- |
| 2018 | Сергей Цветков | Брэндон Макналти | Джордан Чейн   |         |
| 2019 | Сергей Цветков | Брэндон Макналти | George Simpson |         |
| 2020 | отменён        | отменён          | отменён        | отменён |
| 2021 |                |                  |                |         |